# Emmanuel Lubezki
Emmanuel Lubezki Morgenstern (Cidade do México, 30 de novembro de 1964) é um diretor de fotografia mexicano.

## Vida e Carreira
Lubezki nasce na Cidade do México em uma família judia. Seu pai era o ator Muni Lubezki. Ele começou sua carreira no cinema mexicano e em produções televisivas do final dos anos 1980, como a série cult de terror, La Hora Marcada (1986). Sua primeira produção nos Estados Unidos foi o filme independente Twenty Bucks (1993), que seguia a jornada de uma única nota de vinte dólares.
Ele trabalhou com o cineasta mexicano Alfonso Cuarón em seis filmes: Sólo con tu Pareja (1991), A Little Princess (1995), Great Expectations (1998), Y Tu Mamá También (2001), Children of Men (2006) e Gravity (2013). Lubezki e Cuarón são amigos desde adolescentes, tendo cursado a mesma universidade, a Universidade Nacional Autónoma do México.
A colaboração de Lubezki com Cuarón em Children of Men recebeu aclamação universal. O filme utilizou um grande número de novas tecnologias e técnicas distintas. A cena da "emboscada da estrada" foi filmada em uma tomada estendida utilizando um aparelho de câmera especial inventado pelos sistemas Doggicam, desenvolvida a partir do sistema Power Slide da companhia. Para a cena, um veículo foi modificado para permitir que os assentos se inclinassem e abaixassem os atores para fora do caminho da câmera. O pará-brisas do carro foi criado para permitir que a câmera se movesse para dentro e para fora do vidro. Um equipe de quatro pessoas, incluindo Lubezki, iam no teto do carro. Children of Men também possui um sequência de batalha de sete minutos e meio composta por cinco edições imperceptíveis, uma técnica raramente utilizada.
Lubezki trabalhou com vários renomados diretores, incluindo Mike Nichols (The Birdcage, 1996), Tim Burton (Sleepy Hollow, 1999), Michael Mann (Ali, 2001), Terrence Malick (The New World, 2005; The Tree of Life, 2011; To the Wonder, 2013), Martin Scorsese (Shine a Light, 2007, como operador de câmera sob a supervisão de Robert Richardson) e os Irmãos Coen (Burn After Reading, 2008).

## Filmografia
- Bandidos (1991)
- Sólo con tu Pareja (1991)
- Como Agua Para Chocolate (1992)
- Twenty Bucks (1993)
- Miroslava (1993)
- Fallen Angels (Dois episódios, 1993)
- The Harvest (1993)
- Reality Bites (1994)
- Ambar (1994)
- A Little Princess (1995)
- A Walk in the Clouds (1995)
- The Birdcage (1996)
- Great Expectations (1998)
- Meet Joe Black (1998)
- Sleepy Hollow (1999)
- Things You Can Tell Just by Looking at Her (2000)
- Y Tu Mamá También (2001)
- Ali (2001)
- De Mesmer, con Amor o Te Para Dos (2002)
- The Cat in the Hat (2003)
- The Assassination of Richard Nixon (2004)
- Lemony Snicket's A Series of Unfortunate Events (2004)
- The New World (2005)
- Children of Men (2006)
- Burn After Reading (2008)
- The Tree of Life (2011)
- Gravity (2013)
- To the Wonder (2013)
- Birdman or (The Unexpected Virtue of Ignorance) (2014)
- The Revenant (2015)
- Song to Song (2017)

## Prêmios e indicações

### Oscar
| Ano  | Categoria         | Filme                                           | Resultado |
| ---- | ----------------- | ----------------------------------------------- | --------- |
| 1996 | Melhor fotografia | A Little Princess                               | Indicado  |
| 2000 | Melhor fotografia | Sleepy Hollow                                   | Indicado  |
| 2006 | Melhor fotografia | The New World                                   | Indicado  |
| 2007 | Melhor fotografia | Children of Men                                 | Indicado  |
| 2012 | Melhor fotografia | The Tree of Life                                | Indicado  |
| 2014 | Melhor fotografia | Gravity                                         | Venceu    |
| 2015 | Melhor fotografia | Birdman or (The Unexpected Virtue of Ignorance) | Venceu    |
| 2016 | Melhor fotografia | The Revenant                                    | Venceu    |